# Peter Åslin
Peter Karl Åslin (Norrtälje, 21 settembre 1962 – Leksand, 19 gennaio 2012) è stato un hockeista su ghiaccio svedese.

## Palmarès

### Olimpiadi invernali
- 1 medaglia:
  - 1 bronzo (Calgary 1988)

### Mondiali
- 4 medaglie:
  - 1 oro (Cecoslovacchia 1992)
  - 3 argenti (Unione Sovietica 1986; Svizzera 1990; Germania 1993)